# Jürgen Thulke
Jürgen Thulke (* 14. November 1938 in Essen) ist ein deutscher Politiker der SPD.

## Ausbildung und Beruf
Jürgen Thulke besuchte die Volksschule und die Realschule und erhielt 1955 die Mittlere Reife. Das Abitur erlangte er 1960 im zweiten Bildungsweg. Von 1957 bis 1960 absolvierte er die Post-Ingenieur-Schule in Berlin und beendete sie 1960 als graduierter Ingenieur mit dem Abschluss im Fach Nachrichtentechnik.  Nach Abschluss des Vorbereitungsdienstes für den gehobenen fernmeldetechnischen Dienst bei der Deutschen Bundespost war er Beamter beim Fernmeldeamt, zuletzt als Technischer Fernmeldeoberamtsrat. Er ist seit 1998 außer Dienst.

## Politik
Jürgen Thulke ist seit 1965 Mitglied der SPD. Er war von 1971 bis 1972 Vorsitzender der Jungsozialisten in Essen. 1972 wurde er Vorsitzender des SPD-Ortsvereins Essen-Frintrop. Von 1974 bis 1976 war er Mitglied des SPD-Bezirksvorstandes Niederrhein und von 1972 bis 1982 Mitglied des Vorstandes des SPD-Unterbezirks Essen. Weiter Mitgliedschaften Thulkes: Vorsitzender der AfA Post Essen seit 1988. 1964 wurde Thulke Mitglied der Deutschen Postgewerkschaft. Von 1969 bis 1985 fungierte er als Personalratsmitglied beim Fernmeldeamt Essen und von 1981 bis 1985 als Vorsitzender des Personalrats.
Thulke war von 1975 bis 1984 Mitglied des Rates der Stadt Essen sowie von 1976 bis 1984 Mitglied der Landschaftsversammlung Rheinland. 
Jürgen Thulke war vom 30. Mai 1985 bis zum 2. Juni 2005 direkt gewähltes Mitglied des 10., 11., 12. und 13. Landtages von Nordrhein-Westfalen für den Wahlkreis 076 Essen II.